# Le Cri du cœur (film, 1974)
Pour les articles homonymes, voir Le Cri du cœur.
Pour plus de détails, voir Fiche technique et Distribution.
Le Cri du cœur est un film français réalisé par Claude Lallemand, sorti en 1974.

## Synopsis
Victime d'un accident, Alexandre, 16 ans, se trouve privé de l'usage de ses jambes. Le désespoir le conduit à faire preuve de cruauté et manipulation à l'égard de son entourage, tout en s'obsédant pour la photographie.

## Fiche technique
- Titre : Le Cri du cœur
- Réalisation : Claude Lallemand
- Scénario : Michel Maniere, Claude Lallemand
- Photographie : Alain Levent
- Musique : Pierre Jansen
- Montage : Pierre Gillette
- Son : Guy Chichignoud
- Tournage : du 27 février au 2 avril 1974
- Pays de production :  France
- Durée : 97 minutes
- Genre : drame
- Date de sortie :
  - France : 11 septembre 1974
- Visa : no 42444 du 5 août 1974 (Interdiction aux mineurs -16 ans)
- Affiche : René Ferracci (France)

## Distribution
- Stéphane Audran : Claire, la mère d'Alexandre
- Maurice Ronet : Mathieu, le père d'Alexandre
- Eric Damain : Alexandre
- Delphine Seyrig : Madame Bunkermann
- Madeleine Barbulée : Berthe
- Paul Frankeur : Jean
- Emmanuel de Sablet : Alain
- Jean Martin : Monsieur Bunkermann
- Nathalie Roussel : Babette

## Anecdotes
- Il s'agit du seul long-métrage de Claude Lallemand.

- Le film a été tourné en partie à Dijon[1].